# Купер, Лиам
Ли́ам Дэ́вид И́ан Ку́пер (англ. Liam David Ian Cooper; родился 30 августа 1991 года в Кингстон-апон-Халле, Англия) — шотландский и английский футболист, защитник и капитан болгарского клуба ЦСКА, игрок сборной Шотландии. Участник чемпионата Европы 2020 и чемпионата Европы 2024.

## Ранние годы
Лиам родился 30 августа 1991 года в английском городе Кингстон-апон-Халл. Образование получил в школе «Мале Ламбер» (англ. Malet Lambert school). По её окончании Купер принял предложение «Халл Сити» стать игроком юниорского состава клуба.

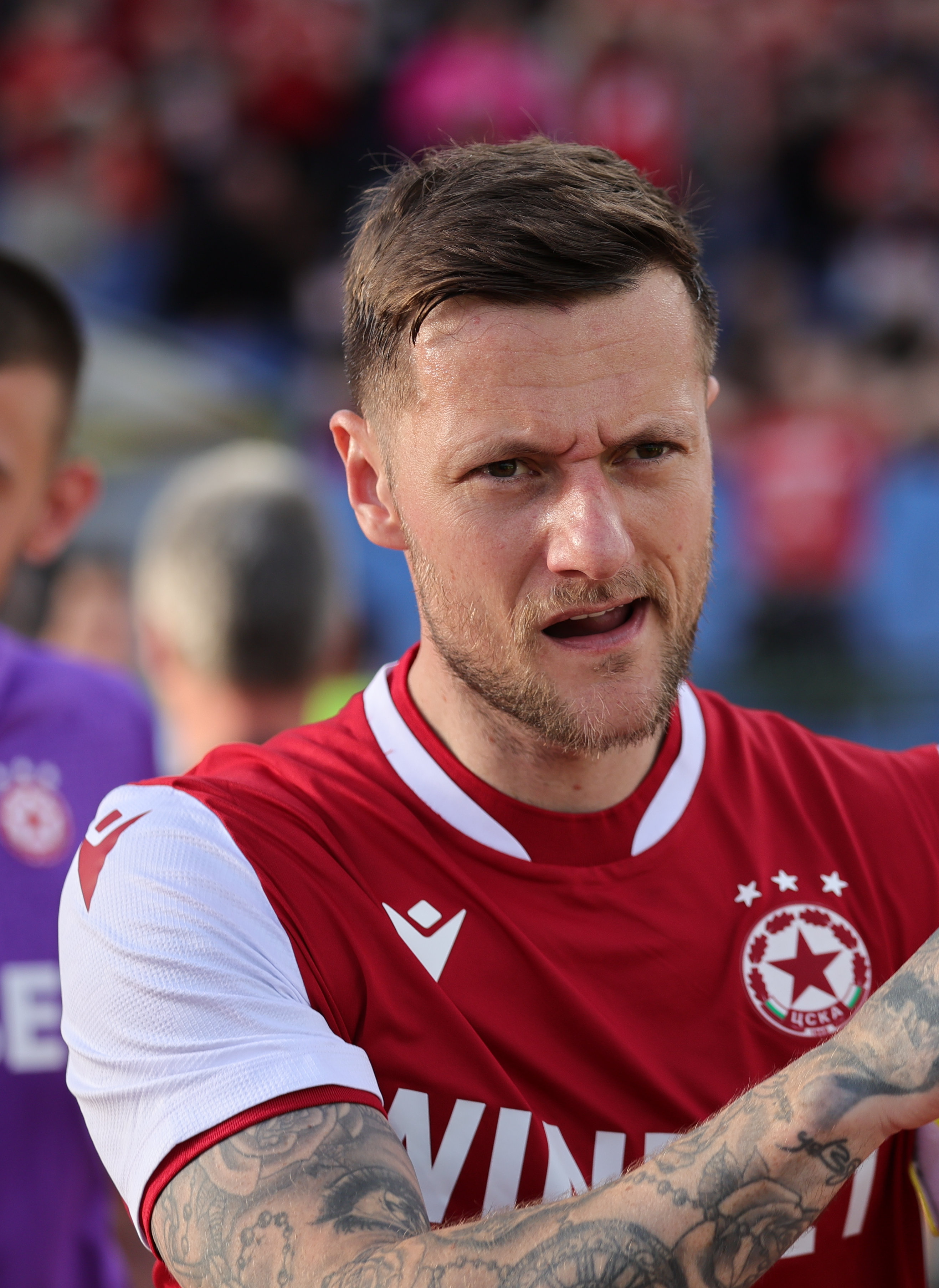

## Клубная карьера
В апреле 2008 года Лиам в составе молодёжной команды «тигров» стал обладателем Кубка юношеской футбольной лиги. В финале этого турнира юноши «Халла» победили сверстников из «Колчестер Юнайтед» со счётом 3:0. Купер вышел в этом поединке в стартовом составе, забил первый гол, но вскоре после этого был удалён с поля за умышленную игру рукой.
Дебют Купера в первой команде «тигров» состоялся 26 августа этого же года, когда «Халл» в рамках Кубка Лиги встречался с клубом «Суонси Сити». А уже 30 августа, в свой 17-й день рождения, Лиам подписал с «Сити» свой первый профессиональный контракт. 26 сентября 2009 года Купер впервые вышел на поле в матче английской Премьер-лиги, в котором «Халл» на «Энфилде» играл с «Ливерпулем». В марте 2010 года Лиам подписал с «Сити» новое 3-летнее соглашение о сотрудничестве. В сезоне 2010/11 защитник не попадал в состав «тигров», проведя за полгода лишь три матча. 10 января 2011 года для получения необходимой игровой практики Купер был отдан по арендному месячному соглашению команде «Карлайл Юнайтед». 15 января Лиам дебютировал в составе своего нового клуба в поединке против «Бристоль Роверс». На 73-й минуте шотландец поразил ворота «пиратов», забив свой первый гол в профессиональной карьере. 8 июля защитник вновь был отдан «Халлом» в аренду — на этот раз новым временным работодателем Купера стал клуб «Хаддерсфилд Таун». 9 августа Лиам впервые вышел на поле в официальном матче «терьеров» — йоркширцы в первом раунде Кубка английской лиги встречались с «Порт Вейл». 1 декабря Купер имел встречу с руководством «Хаддерсфилда», где он попросил досрочно прекратить его аренду в «Таун» по причине смены главного тренера в «Халл Сити». Представители «терьеров» с пониманием отнеслись к желанию шотландца и в тот же день отпустили Лиама в расположение «тигров».
В марте того же года разрыв крестообразных связок получил капитан «Халла» Джек Хоббс. Купер достойно заменил лидера команды в центре обороны «тигров», образовав крепкую пару защитников со своим одноклубником Джеймсом Честером.
1 ноября 2012 года шотландец по месячному ссудному соглашению перебрался в клуб «Честерфилд». Менеджер новой команды Купера, Пол Кук, комментируя это событие, выразил своё удовлетворение подписанием Лиама. Через два дня защитник сыграл свой первый матч за «Честерфилд», проведя 76 минут матча Кубка Англии с «Хартлпул Юнайтед». 17 ноября Купер впервые отличился забитым мячом в коллективе с арены «Проект», нанеся точный результативный удар в поединке против «Оксфорд Юнайтед». 4 декабря аренда шотландца была продлена «Честерфилдом» ещё на месяц. 5 января 2013 года Лиам перешёл в дербиширскую команду на постоянной основе, подписав с клубом контракт сроком на два с половиной года.

## Сборная Шотландии
С 2008 по 2009 годы Лиам защищал цвета различных молодёжных национальных команд Шотландии. Последней «возрастной» сборной Купера была команда (до 19 лет), в составе которой он в 2009 году провёл один матч.
19 мая 2021 года был включён в официальную заявку сборной Шотландии для участия в матчах чемпионата Европы 2020 года, а также в товарищеских матчах против сборных Нидерландов и Люксембурга (2 и 6 июня 2021 года соответственно).

## Достижения

### Командные достижения
Допрофессиональная карьера
- Обладатель Кубка юношеской футбольной лиги: 2007/08

«Честерфилд»
- Победитель Лиги 2: 2013/14
- Финалист Трофея футбольной лиги: 2013/14

«Лидс Юнайтед»
- Чемпион Футбольной лиги: 2019/20

### Личные достижения
- Лучший молодой игрок года «Халл Сити»: 2007/08 (вместе с Джейми Девиттом)
- Команда года по версии ПФА: 2013/14 (Лига 2), 2018/19 (Чемпионшип), 2019/20 (Чемпионшип)

## Клубная статистика
(откорректировано по состоянию на конец сезона  2019/20)
| Клуб                        | Сезон                       | Чемпионат | Чемпионат | Кубок | Кубок | Кубок Лиги | Кубок Лиги | Трофей Футбольной Лиги | Трофей Футбольной Лиги | Еврокубки | Еврокубки | Итого | Итого |
| Клуб                        | Сезон                       | Игры      | Голы      | Игры  | Голы  | Игры       | Голы       | Игры                   | Голы                   | Игры      | Голы      | Игры  | Голы  |
| --------------------------- | --------------------------- | --------- | --------- | ----- | ----- | ---------- | ---------- | ---------------------- | ---------------------- | --------- | --------- | ----- | ----- |
| Халл Сити                   | 2008/09                     | —         | —         | —     | —     | 1          | 0          | —                      | —                      | —         | —         | 1     | 0     |
| Халл Сити                   | 2009/10                     | 2         | 0         | —     | —     | 2          | 0          | —                      | —                      | —         | —         | 4     | 0     |
| Халл Сити                   | 2010/11                     | 2         | 0         | —     | —     | 1          | 0          | —                      | —                      | —         | —         | 3     | 0     |
| Халл Сити                   | 2011/12                     | 7         | 0         | 2     | 0     | —          | —          | —                      | —                      | —         | —         | 9     | 0     |
| Всего за «Халл Сити»        | Всего за «Халл Сити»        | 11        | 0         | 2     | 0     | 4          | 0          | 0                      | 0                      | 0         | 0         | 17    | 0     |
| Карлайл Юнайтед             | 2010/11                     | 6         | 1         | —     | —     | —          | —          | 1                      | 0                      | —         | —         | 7     | 1     |
| Всего за «Карлайл Юнайтед»  | Всего за «Карлайл Юнайтед»  | 6         | 1         | 0     | 0     | 0          | 0          | 1                      | 0                      | 0         | 0         | 7     | 1     |
| Хаддерсфилд Таун            | 2010/11                     | 4         | 0         | —     | —     | 1          | 0          | 2                      | 0                      | —         | —         | 7     | 0     |
| Всего за «Хаддерсфилд Таун» | Всего за «Хаддерсфилд Таун» | 4         | 0         | 0     | 0     | 1          | 0          | 2                      | 0                      | 0         | 0         | 7     | 0     |
| Честерфилд                  | 2012/13                     | 29        | 2         | 2     | 1     | —          | —          | —                      | —                      | —         | —         | 31    | 3     |
| Честерфилд                  | 2013/14                     | 41        | 3         | 1     | 0     | —          | —          | 6                      | 0                      | —         | —         | 48    | 3     |
| Честерфилд                  | 2014/15                     | 1         | 0         | —     | —     | —          | —          | —                      | —                      | —         | —         | 1     | 0     |
| Всего за «Честерфилд»       | Всего за «Честерфилд»       | 71        | 5         | 3     | 1     | 0          | 0          | 6                      | 0                      | 0         | 0         | 80    | 6     |
| Лидс                        | 2014/15                     | 29        | 1         | 1     | 0     | 1          | 0          | —                      | —                      | —         | —         | 31    | 1     |
| Лидс                        | 2015/16                     | 39        | 1         | 1     | 0     | 1          | 0          | —                      | —                      | —         | —         | 41    | 1     |
| Лидс                        | 2016/17                     | 11        | 0         | 2     | 0     | 5          | 0          | —                      | —                      | —         | —         | 18    | 0     |
| Лидс                        | 2017/18                     | 30        | 1         | 1     | 0     | 1          | 0          | —                      | —                      | —         | —         | 32    | 1     |
| Лидс                        | 2018/19                     | 38        | 3         | —     | —     | —          | —          | —                      | —                      | —         | —         | 38    | 3     |
| Лидс                        | 2019/20                     | 38        | 2         | —     | —     | —          | —          | —                      | —                      | —         | —         | 38    | 2     |
| Всего за «Лидс»             | Всего за «Лидс»             | 185       | 8         | 5     | 0     | 8          | 0          | 0                      | 0                      | 0         | 0         | 198   | 8     |
| Всего за карьеру            | Всего за карьеру            | 277       | 14        | 10    | 1     | 13         | 0          | 9                      | 0                      | 0         | 0         | 309   | 15    |